# Lago Buenos Aires (comuna)
Lago Buenos Aires fue una de las comunas que integró el antiguo territorio de Aysén, dentro del departamento de Aysén.
En 1930, de acuerdo al censo de ese año, la comuna tenía una población de 1211 habitantes. Su territorio fue organizado por Decreto con Fuerza de Ley N.º 8.583 del 30 de diciembre de 1927, a partir del territorio de la subdelegación 3.° Lago Buenos Aires.

## Historia
La comuna fue creada por Decreto con Fuerza de Ley N.º 8.583 del 30 de diciembre de 1927, con el territorio de la subdelegación 3.° Lago Buenos Aires.
Al crearse los departamentos de la provincia de Aysén, por Ley N.º 13.375 de 27 de agosto de 1959, la comuna de Lago Buenos Aires desaparece y seria transformada a la comuna General Carrera. Su territorio actualmente pasó a la comuna de Chile Chico.